# Don Carlos (pevec)
Don Carlos [dón kárlos] (znan tudi kot Don McCarlos, rojen Euvin Spencer), jamajški pevec roots rock reggaeja in glasbenik, * 29. junij 1952, Kingston, Jamajka.